# Kirorwe
Kirorwe är ett vattendrag i Burundi.   Det ligger i provinsen Kayanza, i den nordvästra delen av landet, 40 kilometer nordost om huvudstaden Bujumbura.
Omgivningarna runt Kirorwe är en mosaik av jordbruksmark och naturlig växtlighet. Runt Kirorwe är det tätbefolkat, med 297 invånare per kvadratkilometer.